# Vologases III của Parthia
Vologases III của Parthia tuyên bố lên ngôi vua của Đế chế Parthia khoảng năm 105, trong những ngày cuối cùng của vua Pacorus II của Parthia (80-105). Ông cai trị phần phía đông của vương quốc này từ năm 105-147. Đây là thời kì nội chiến của đế chế Parthia, giai đoạn đầu của Triều đại Vologases, ông chống lại những người thừa kế hợp pháp của Pacorus II là Osroes I (105-129) và Mithridates IV (129-140), những người cai trị Lưỡng Hà. Bận tâm của cuộc xung đột với những người La Mã, đặc biệt là cuộc xâm lược của Hoàng đế La mã Trajan (98-117), họ đã không thể trở thành mối bận tâm đối với Vologases III.
Sau cái chết của Osroes I, Vologases đã mở rộng quyền cai trị của mình ra toàn Parthia nhưng đã phải đối đầu với Mithridates IV, và cuộc xâm lược của bộ lạc du mục Alans vào Cappadocia, Armenia, và Media. Cùng với đó là một cuộc nổi dậy ở Iran bởi một người cướp ngôi chưa biết, khoảng năm 140.
Sau khi Vologases III qua đời, Parthia đã được thống nhất bởi Vologases IV của Parthia (147-191), con trai đối thủ của ông Mithridates IV.